# Forensic Follies
Forensic Follies  är det 27:e studioalbumet av gitarristen Buckethead, och det sjätte albumet som blev såld på turné (blev först såld på Buckethead's konsert Maj 2009) och blev utsläppt officiellt första juni 2009. 

## Låtlista
| Nr           | Titel                           | Längd |
| ------------ | ------------------------------- | ----- |
| 1.           | Forensic Follies                | 3:54  |
| 2.           | A-Cycle Light-Ray Cannons       | 6:25  |
| 3.           | Splinter in a Slunk's Eye       | 5:35  |
| 4.           | Under Sea Scalp                 | 2:53  |
| 5.           | Whirlwind                       | 3:36  |
| 6.           | Plunger                         | 3:06  |
| 7.           | Trunk of the Tree               | 2:02  |
| 8.           | Slunk Shrine                    | 2:12  |
| 9.           | Open Coffin Jamboree            | 3:17  |
| 10.          | (I'll Be) Taking Care of Grampa | 2:36  |
| 11.          | Three Headed Troll              | 2:24  |
| 12.          | Splinter Dissection             | 2:12  |
| 13.          | Mannequin Molds                 | 2:41  |
| Total längd: | Total längd:                    | 42:53 |

## Lista på medverkande
- Buckethead - Finger piker, gitarr
- Dan Monti - trum programmering och bas
- konstverk av Bryan Theiss, Frankenseuss Labs, Seattle
- Producerad av Dan Monti & Albert
- Konstruerad och mixad av Dan Monti